# Горден-Штаупиц
Горден-Штаупиц (нем. Gorden-Staupitz) — община в Германии, в земле Бранденбург.
Входит в состав района Эльба-Эльстер. Подчиняется управлению Плесса.  Население составляет 1059 человек (на 31 декабря 2010 года). Занимает площадь 28,38 км².
Коммуна подразделяется на 2 сельских округа.
| Год  | Население |
| ---- | --------- |
| 2005 | 1181      |
| 2010 | 1080      |